# День Государственного флага Российской Федерации
День Государственного флага Российской Федерации — один из официально установленных праздников России; установлен в 1994 году указом президента Российской Федерации.

## История праздника

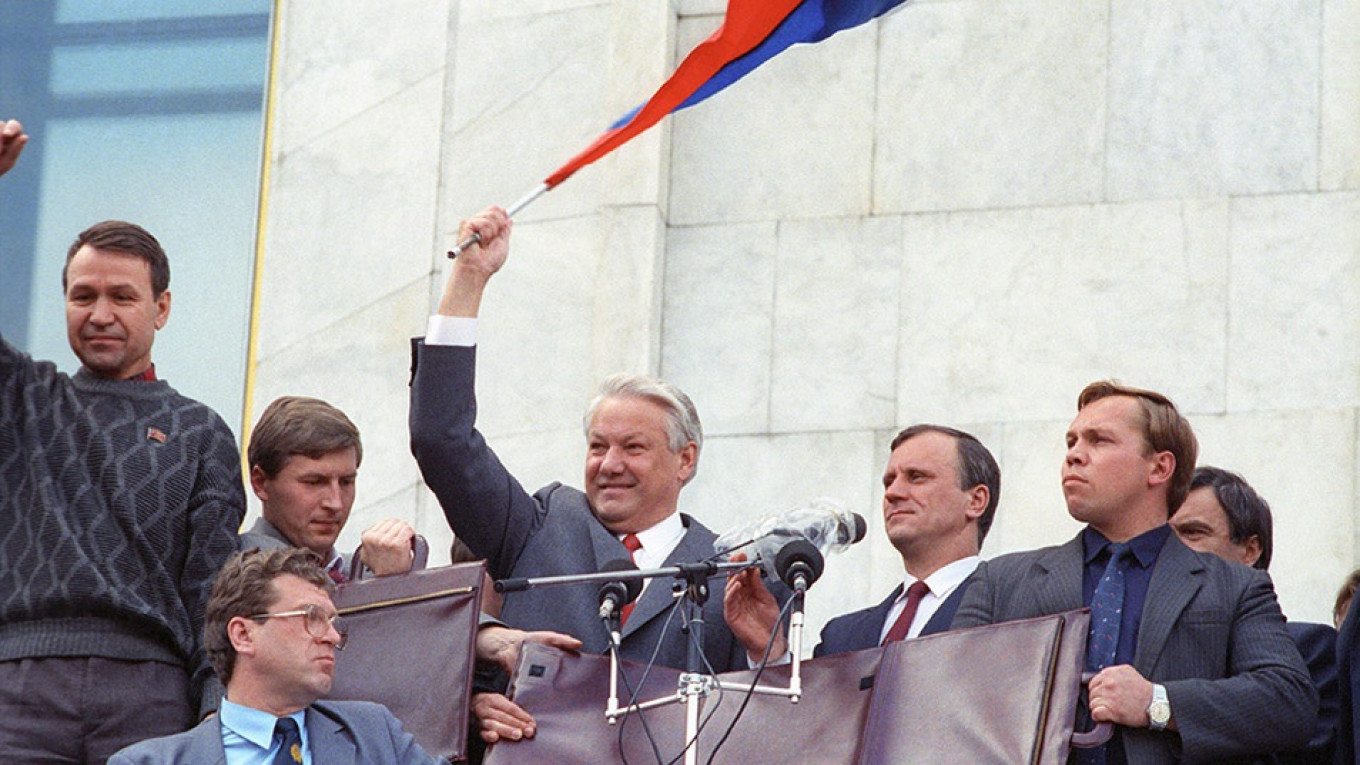
Борис Ельцин, Геннадий Бурбулис и другие, 22 августа 1991 года. Москва

После августовского путча было принято решение ввести новую государственную символику. Было принято постановление о национальном флаге РСФСР. 22 августа 1991 года членами Верховного Совета РСФСР на утреннем заседании: полотно из равновеликих горизонтальных белой, лазоревой, алой полос. Отношение — 2:3.
В 6:00 19 августа 1991 года по телевидению Москвы зачитывают 3 документа: Горбачёв отстранён от полномочий, на полгода в стране вводится чрезвычайное положение, власть взята под контроль ГКЧП. По главным трассам движутся колонны бронетехники — в Москву вводят силы танковые подразделения с военными, расставляют БТРы, на Садовом кольце выстраивают кордоны из сил внутренних войск, совершают въезды подразделения Кантемировской и Таманской мотострелковой дивизий, дивизии им. Дзержинского.
В 9:00 обращаются к нации Президент РСФСР Ельцин, премьер-министр Силаев, госсекретарь Г. Бурбулис и председатель Верховного Совета Руслан Хасбулатов. Они называют произошедшее «реакционным переворотом» и призывают к мобилизации сил. В Москве заявление передаётся по радио «Эхо Москвы». В страну оно уйти не может. Российское телевидение, вещавшее с 13 мая на канале «Россия» отключено, на «Первом Канале» транслируется балет «Лебединое озеро» Чайковского, дикторы Арина Шарапова и Татьяна Малкина передают Указы ГКЧП, транслируются концерты. В 18:30 до программы «Время» в пресс-центре МИДа идёт пресс-конференция.
20 августа у Белого дома собрался 200 тысячный митинг. Был введён комендантский час в ночное время суток. В 22:00 пролита первая кровь — на Краснопресненской набережной ранены 7 военных. Спустя ещё полчаса при столкновениях с танками в тоннеле на Новом Арбате убиты три защитника сопротивления — Д. Комарь, И. Кричевский, В. Усов — митингующие вынеси огромное бело-сине-красное полотно. 21 августа делегация Москвы едет в Крым в посёлок Форос к изолированному Горбачёву, где у него не работает телефонная связь, пока в Москве находятся танки. Собирается чрезвычайная сессия Верховного Совета во Дворце съездов.
22 августа все члены ГКЧП были взяты под стражу. Президент СССР М. С. Горбачёв с семьёй глубокой ночью вернулся из Фороса в Москву на самолёте Ту-134 во Внуково. Митинг, собравший более 100 тысяч человек, утвердил в качестве государственного российского флага — трёхцветный флаг.
Горбачёв слагает полномочия Генерального Секретаря ЦК КПСС, Ельцин — у руля страны. В Москве — продукты по талонам, работает метрополитен, двоевластие. Советский флаг сняли только 25 декабря того же года, в 19:38 над Спасской башней Кремля, во время прямой трансляции выступления М. С. Горбачёва о снятии полномочий с поста президента.
20 августа 1994 года президентом России Борисом Ельциным был подписан указ «О Дне Государственного флага Российской Федерации», который постановил отмечать День флага 22 августа, в честь восстановления исторического флага России во время августовских событий 1991 года.
Официально этот флаг был утверждён в качестве государственного флага РСФСР 1 ноября 1991 года.

## Празднование Дня флага
Мероприятия по празднованию в 2007—2008 годах: до осени 2008 года в России не было разрешено свободное использование государственной символики.

### 2007

#### Санкт-Петербург
В 2007 году впервые широко отмечен День Государственного Флага Российской Федерации.
Прошли следующие праздничные мероприятия:
- Полуденный выстрел с Нарышкина бастиона Петропавловской крепости совершили петербуржцы разных поколений. Все участники праздника получили ленты, галстуки, флажки с государственной символикой России.
- Впервые в истории крепости на бастионе торжественно поднят государственный флаг.

#### Москва
В Москве при праздновании Дня Флага на гребном канале был поднят самый большой флаг — 383 м² и весом 26 кг.

#### Сочи
Выше всех в России поднят флаг весом 75 кг и площадью 70 м².

### 2008

#### Ульяновск
Состоялось торжественное шествие от монумента 30-летия победы до площади 100-летия со дня рождения Ленина. Главный символ — 30-метровый флаг. Кроме того, в этом мероприятии принимали участие активисты различных политических партий.

### 2009

#### Новосибирск
22 августа 2009 года на площади Ленина (главной площади города) состоялось торжественное создание флага России из людей.

### 2010

#### Москва
В 2010 году шествие сторонников оппозиции российским властям в Москве по случаю Дня флага не было разрешено. Те, кто всё-таки вышли на Новый Арбат с российским триколором, были разогнаны, около 20 человек задержаны, в том числе Лев Пономарёв, Борис Немцов и Михаил Шнейдер. Позднее Пономарёва суд приговорил к административному аресту на трое суток за неповиновение требованиям сотрудников милиции.

#### Молдавия
В столице Молдавии — Кишинёве, у Театра оперы и балета прошёл турнир по историческому фехтованию, приуроченный к празднованию Дня Государственного флага России. Организатором выступила «Лига русской молодёжи Республики Молдова».

### 2012

#### Молдавия
В 6 крупных городах Молдавии прошли праздничные мероприятия в честь Дня российского флага. В Кишинёве, Бельцах, Кагуле, Единцах, Дрокии и Бричанах «Лига русской молодёжи Республики Молдова» раздавала российские ленточки, проводила соцопросы, автомотопробеги и разъясняла жителям историю праздника.

### 2014

#### Омск
22 августа 2014 года в Омске был создан российский флаг из 225 автомобилей.

### 2019

#### Москва
В Москве праздник отмечался с 22 по 25 августа. В центре событий — памятная дата: 350 лет со дня поднятия бело-сине-красного корабельного флага на российском фрегате «Орёл».
24 августа на проспекте Академика Сахарова состоялся флешмоб «Флаг-рекордсмен», в ходе которого требовалось развернуть полотно, составленное из двух тысяч флагов российских регионов и общественных организаций, занимающее половину улицы. После флешмоба на проспекте был запланирован митинг-концерт «Герои рядом с нами». 25 августа на Поклонной горе выступили музыканты (Владимир Девятов, Алексей Хворостян и др.).
Один из организаторов митинга-концерта заместитель председателя правления Российского союза ветеранов Афганистана Пётр Петров объяснил заявку мероприятия на субботу — 24 августа:
Но это же четверг, рабочий день, никого не собрать. А суббота — самый оптимальный день, люди придут с семьями. Это серьёзное государственное мероприятие, 350 лет российскому флагу.